# Trest smrti v Turkmenistánu
Trest smrti v Turkmenistánu byl zrušen prezidentským dekretem v prosinci 1999. Původně jej v Turkmenistánu umožňoval Článek 20 turkmenské ústavy z roku 1992. Podle této ústavy byl trest smrti „výjimečným trestem za nejtěžší zločiny“. Článek 20 ústavy z roku 2003 říká, že trest smrti je v Turkmenistánu zcela zrušen a navždy zakázán prvním prezidentem Turkmenistánu. Turkmenistán přistoupil k Druhému opčnímu protokolu Mezinárodního paktu o občanských a politických právech, jehož cílem je zrušení trestu smrti. Trest smrti byl nahrazen trestem odnětí svobody na doživotí.